# Croton morobensis
Espèce
Croton morobensis est une espèce de plantes à fleurs du genre Croton et de la famille des Euphorbiaceae présente au nord-est de la Papouasie-Nouvelle-Guinée.
Il a pour synonyme :
- Croton morobensis var. multinervis, Airy Shaw, 1980